# Thomas Backens

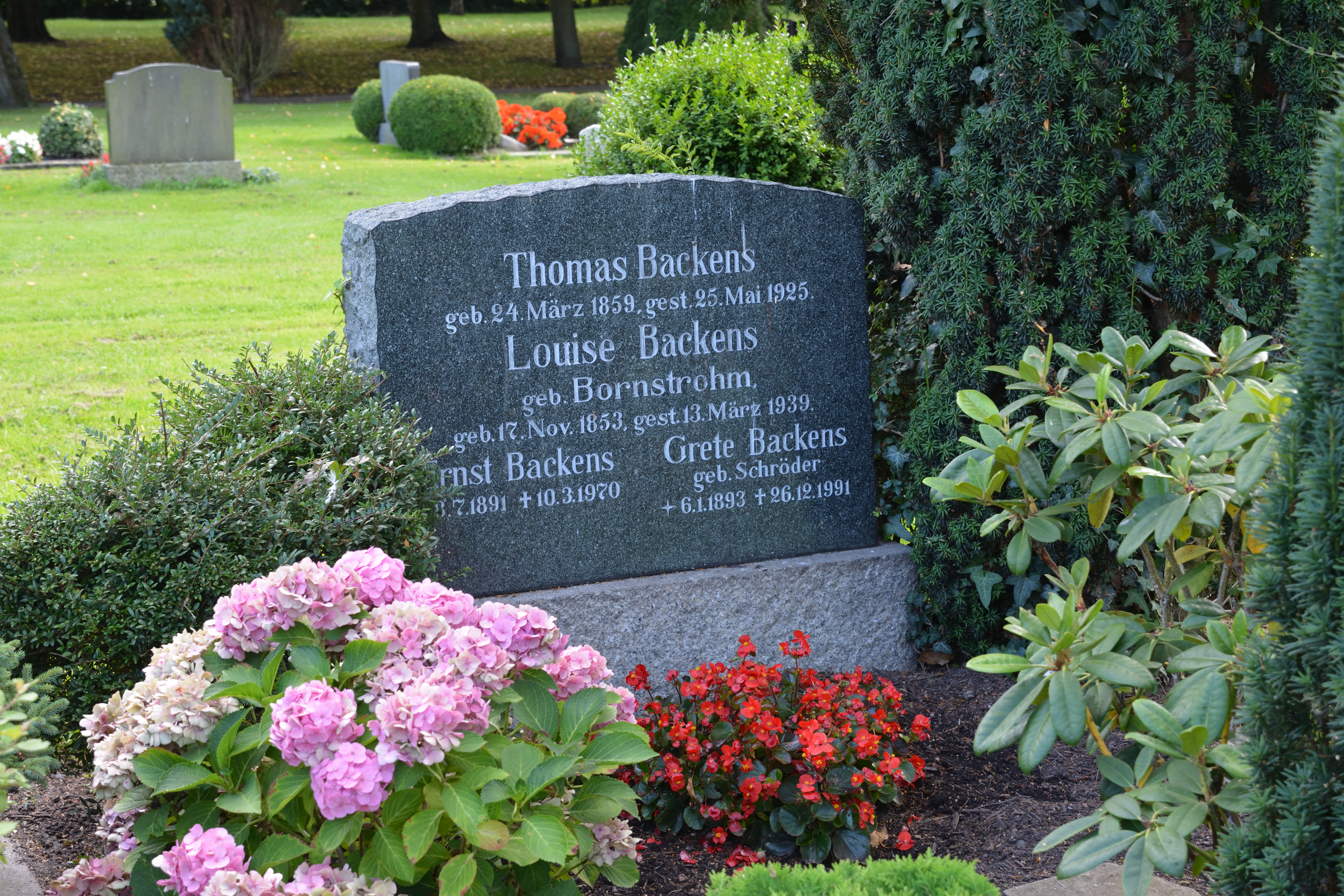
Grabstein in Marne

Thomas Heinrich Backens (* 24. März 1859 in Flensburg; † 25. Mai 1925 in Marne) war ein deutscher Fotograf.

## Leben und Wirken
Thomas Backens war ein Sohn des Ölmüllers Jacob Marquard Backens (* 16. März 1820 in Flensburg; † 21. März 1868) und dessen zweiter Ehefrau Christine Magdalena Margaretha, geborene Knutzen (* 12. April 1824). Er hatte vier Geschwister, von denen drei älter als er waren. Sein Vater ging 1856 und 1860 insolvent, was zum sozialen Niedergang der Familie führte. 1868 beging sein Vater Selbstmord und hinterließ vier minderjährige Kinder. Die Mutter sicherte als Wäschnerin den Unterhalt der Familie.
Backens konnte trotz der prekären Situation seines Elternhauses zehn Jahre eine Schule besuchen. Anfang Mai 1875 bis Mai 1878 absolvierte er eine Ausbildung als Musiker bei dem städtischen Musikdirektor Christian Petersen in Sonderburg. Anschließend zog er nach Altona, wo er wahrscheinlich als Musiker tätig werden wollte. Im September 1878 zog er wieder zu seiner Mutter nach Flensburg.
Spätestens 1880 brachte der Flensburger Wilhelm Dreesen Backens während zwei bis drei Wochen das Fotografieren bei. Zu dieser Zeit handelte es sich nicht um einen Lehrberuf mit festgelegten Ausbildungsinhalten. Vermutlich 1880 besuchte er als reisender „Bildereinsammler“, der für Dreesens Atelier Vergrößerungsaufträge beschaffen sollte, Meldorf. Aufgrund der guten Geschäfte eröffnete er dort im selben Jahr ein eigenes Atelier. Da keine auf die Anfangszeit datieren Aufnahmen bekannt sind, ist größtenteils unklar, was er während dieser Zeit tat. Seine Konkurrenten vor Ort waren Claus Claussen, der ab 1857 in Meldorf arbeitete und Detlef Mehlert, der ab 1872 ein Geschäft hatte, das sein Bruder 1862 eröffnet hatte. Dies dürfte mit dazu geführt haben, dass Backens anfangs wirtschaftliche Probleme hatte. Ein Anzeichen dafür ist sein „Abschiedskonzert“ aus dem April 1883, mit dessen Eintrittsgeldern er, dem Beispiel eines älteren Bruders folgend, nach Amerika auswandern wollte. Während seiner späteren Zeit als Fotograf beteiligte er sich weiterhin als Musiker bei zumeist wohltätigen Veranstaltungen.
Obwohl er angekündigt hatte, auswandern zu wollen, übernahm Backens im Mai 1883 überraschenderweise das fotografische Atelier von Detlef Mehlert in Marne.  Nach seiner Hochzeit wohnte und arbeitete er dauerhaft hier. Das Atelier in Meldorf blieb bis 1902 eine Nebenstelle. In Marne hatte Backens schnell wirtschaftlichen Erfolg. Er übernahm die Firma von Johann Engelcke, der der einzige wirkliche Wettbewerber in Marne war. 1887/88 ließ er ein neues Wohn- und Geschäftsgebäude bauen, das über ein modernes Atelier verfügte und in dem ein kleines Ladenlokal untergebracht war. Außerdem repräsentierte er hier verschiedene Musikinstrumentenbauer.
Um 1890 eröffnete Backens ein weiteres Atelier in Brunsbüttelhafen. Der Grund dürfte der Bau des Nord-Ostsee-Kanals gewesen sein, der die örtliche Wirtschaft belebte und gute Aufträge in Aussicht stellte. Er dokumentierte den Bau des Kanals und die Eröffnung der Brunsbütteler Schleuse mit zahlreichen Fotografien. Bis zum Ausbruch des Ersten Weltkriegs entwickelte er sich zum bedeutendsten Fotografen Süderdithmarschens. Aufgrund seiner Geschäftserfolge wurde er zu einem der Honoratioren Marnes.

## Bilder
Backens versuchte, die schnellen technischen und sozialen Veränderungen der Region zu fotografieren und noch vorhandene lohnenswerte Motive aus der vorindustriellen Zeit zu dokumentieren. Außerdem beschäftigte er sich mit aktuellen Ereignissen in Dithmarschen. Seine Werke sind aufgrund ihrer Vielseitigkeit erwähnenswert. Den größten Teil seiner Einnahmen erzielte er, wie seiner Zeit bei Fotografen üblichen, mit Porträts. Gleichzeitig arbeitete in Themengebieten, die in der seinerzeit jungen Fotografie selten beachtet wurden. Das galt insbesondere für Landschaftsfotos der Westküste und der Marsch, hin und wieder auch der Geest. Darüber hinaus hielt er das tägliche Leben in Stadt und Land mit den signifikanten sozialen Differenzen im Bild fest.
Als einer von wenigen Fotografen erhielt er die kaiserliche Erlaubnis, den Bau des Nord-Ostsee-Kanals zu dokumentieren. Somit entstanden heute sehr begehrte Fotografien.
Backens Bedeutung blieb lokal begrenzt, auch, weil er seine Motive nur in einem engen Umkreis wählte. Während sich sein Lehrer Dreesen über den Vertrieb von vielen gedruckten Alben bekannt machte, erstellte Backens nur zwei bekannte Alben. Er beteiligte sich jedoch an Ausstellungen in Rendsburg, Kiel, Flensburg und Altona und gewann dabei viele Preise. Diese erhielt er für seine vielseitigen Motive, die qualitative Anfertigung der Bilder im Trockenverfahren und mitunter auch für deren künstlerische Ausführung.

## Familie
Backens heiratete am 17. November 1883 in Meldorf Luise Bornstrohm (* 17. November 1853 in Meldorf; † 13. März 1939 in Marne). Ihr Vater Carl Matthias Niclas Bornstrohm (* 21. April 1811 in Meldorf; † 18. Dezember 1893 ebenda) arbeitete in Meldorf als Textilhändler und Schneidermeister. Er war verheiratet mit Auguste Dorothea, geborene Radsack (1831–1891).
Das Ehepaar Backens hatte drei Söhne und zwei Töchter, von denen die ältere unmittelbar nach der Geburt verstarb.